# Měšťanský dům čp. 401 (Javorník)
Měšťanský dům č. p. 401 se nachází na ulici Míru mezi požární uličkou a domem č. p. 403 v Javorníku v okrese Jeseník. Dům je kulturní památkou ČR a je součástí městské památkové zóny Javorník.

## Historie
Měšťanský dům byl postaven asi v roce 1373, kdy je poprvé zmiňován jako součást městské středověké zástavby. V průběhu let byl poškozen při různých katastrofách a povodní i v roce 1428, kdy město Javorník dobyli husité. Byl přestavován po požárech (1576, 1603, v roce 1825 byly zničeny 104 domy) a povodních. V roce 1836 byl nově postaven podle projektu stavitele Josefa Schwarze z Javorníku.

## Popis
Dům č. p. 401 je empírová řadová tříosá stavba postavená z cihel. Dům je podsklepený. Uliční fasáda je členěna podnoží, nárožními pilastry s deskovými hlavicemi a korunní římsou. Ve osové části přízemí je vchod po jehož stranách jsou okna. V patře jsou tři okna. Celá fasáda je členěná oběžnými lizénami s naznačenými parapety. Nad korunní římsou je obdélníkový štít s pilastry a jedním oknem se segmentovým záklenkem. Postranní křídla štítu jsou ukončena volutami.

## Interiér
V interiéru jsou klenby se segmentovým profilem.